# Nikola Stojiljković
Nikola Stojiljković (Servisch: Никола Стојиљковић) (Niš, 17 augustus 1992) is een Servisch voetballer die doorgaans speelt als spits. In september 2024 verliet hij Al-Kholood. Stojiljković maakte in 2016 zijn debuut in het Servisch voetbalelftal.

## Clubcarrière
Stojiljković speelde in de jeugd van Partizan, dat hij in 2006 verliet voor Rad. Voor die club debuteerde hij op 26 september 2009, toen met 2–2 gelijkgespeeld werd op bezoek bij Javor Ivanjica. Tijdens deze wedstrijd mocht de aanvaller als basisspeler beginnen aan het duel en na zestig minuten spelen werd hij naar de kant gehaald. In zijn eerste twee seizoenen in de hoofdmacht kwam hij niet tot scoren in vijf optredens, maar in de jaargang 2011/12 brak hij wel de ban. Op 14 augustus 2011 maakte de spits zijn eerste professionele doelpunt, tegen Metalac Gornji Milanovac, waarvan met 3–0 gewonnen werd. In dat seizoen zou Stojiljković uiteindelijk tot vijf competitietreffers weten te komen.
In de winterstop van het seizoen 2012/13 maakte de aanvaller de overstap naar competitiegenoot Čukarički. Achtereenvolgens maakte hij acht, zeven en negen competitiedoelpunten. In 2015 won Čukarički in de finale van de Lav Kup met 1–0 van Partizan. Na de eerste drie wedstrijden in het seizoen 2015/16, waarin hij tot twee doelpunten kwam, verkaste de Serviër. Hij ging naar Braga. Bij de Portugese club zette hij zijn handtekening onder een verbintenis voor de duur van vijf seizoenen. In zijn eerste seizoen won Stojiljković met Braga de Taça de Portugal. De Serviër viel na zestig minuten in de finale in tegen FC Porto. Na honderdtwintig minuten was de stand 2–2 en Braga won na strafschoppen. Stojiljković was een van de Bragaspelers die zijn strafschop wist te benutten.
In de zomer van 2017 werd Stojiljković voor de duur van één seizoen verhuurd aan Kayserispor. In Turkije was de Serviër goed voor twee treffers in dertien wedstrijden. Voorafgaand aan het seizoen 2018/19 werd Stojiljković verhuurd aan Rode Ster Belgrado, nadat hij zijn verbintenis bij Braga met een jaar verlengd had tot medio 2021. Een halfjaar later werd deze verhuurperiode afgebroken en hierop verhuurde Braga hem aan RCD Mallorca. De Serviër werd in 2019 voor een jaar verhuurd aan Boavista en verkaste een jaar later naar Farense. Medio 2021 stapte Stojiljković transfervrij over naar Piast Gliwice. Hier speelde hij tien officiële wedstrijden, voor Al-Riyad hem overnam. In 2023 ging hij naar Dibba Club, om een half jaar later bij Al-Kholood terug te keren naar Saoedi-Arabië. Hier vertrok hij in september weer.

## Clubstatistieken
| Seizoen | Club                 | Competitie       | Competitie | Competitie | Beker | Beker | Internationaal | Internationaal | Totaal | Totaal |
| Seizoen | Club                 | Competitie       | Wed.       | Dlp.       | Wed.  | Dlp.  | Wed.           | Dlp.           | Wed.   | Dlp.   |
| ------- | -------------------- | ---------------- | ---------- | ---------- | ----- | ----- | -------------- | -------------- | ------ | ------ |
| 2009/10 | Rad                  | Superliga        | 1          | 0          | 0     | 0     | —              | —              | 1      | 0      |
| 2010/11 | Rad                  | Superliga        | 4          | 0          | 0     | 0     | —              | —              | 4      | 0      |
| 2011/12 | Rad                  | Superliga        | 19         | 5          | 1     | 0     | 1              | 0              | 21     | 5      |
| 2012/13 | Rad                  | Superliga        | 1          | 0          | 0     | 0     | —              | —              | 1      | 0      |
| 2012/13 | Čukarički            | Superliga        | 15         | 7          | 0     | 0     | —              | —              | 15     | 7      |
| 2013/14 | Čukarički            | Superliga        | 28         | 7          | 2     | 0     | —              | —              | 30     | 7      |
| 2014/15 | Čukarički            | Superliga        | 28         | 9          | 6     | 3     | 4              | 2              | 38     | 14     |
| 2015/16 | Čukarički            | Superliga        | 3          | 2          | 0     | 0     | 3              | 1              | 6      | 3      |
| 2015/16 | Braga                | Primeira Liga    | 31         | 10         | 8     | 1     | 6              | 3              | 45     | 14     |
| 2016/17 | Braga                | Primeira Liga    | 24         | 5          | 3     | 2     | 5              | 2              | 32     | 9      |
| 2017/18 | Braga                | Primeira Liga    | 2          | 0          | 0     | 0     | 3              | 1              | 5      | 1      |
| 2017/18 | → Kayserispor        | Süper Lig        | 13         | 2          | 4     | 0     | —              | —              | 17     | 2      |
| 2018/19 | → Rode Ster Belgrado | Superliga        | 7          | 3          | 2     | 2     | 6              | 0              | 15     | 5      |
| 2018/19 | → RCD Mallorca       | Segunda División | 4          | 0          | 0     | 0     | —              | —              | 4      | 0      |
| 2019/20 | → Boavista           | Primeira Liga    | 24         | 2          | 0     | 0     | —              | —              | 24     | 2      |
| 2020/21 | Farense              | Primeira Liga    | 21         | 3          | 1     | 0     | —              | —              | 22     | 3      |
| 2021/22 | Piast Gliwice        | Ekstraklasa      | 8          | 1          | 2     | 1     | —              | —              | 10     | 2      |
| Totaal  | Totaal               | Totaal           | 232        | 57         | 29    | 9     | 28             | 9              | 289    | 75     |

Bijgewerkt op 11 december 2024.

## Interlandcarrière
Stojiljković maakte zijn debuut in het Servisch voetbalelftal op 23 maart 2016, toen met 1–0 verloren werd van Polen door een doelpunt van Jakub Błaszczykowski. De aanvaller mocht van bondscoach Radovan Ćurčić in de basis starten en hij werd elf minuten voor tijd gewisseld toen Filip Đuričić in zijn plaats het veld betrad. De andere debutant dit duel was Nemanja Maksimović (Astana).
| Interlands van Nikola Stojiljković voor Servië | Interlands van Nikola Stojiljković voor Servië | Interlands van Nikola Stojiljković voor Servië | Interlands van Nikola Stojiljković voor Servië | Interlands van Nikola Stojiljković voor Servië | Interlands van Nikola Stojiljković voor Servië | Interlands van Nikola Stojiljković voor Servië |
| №                                              | Datum                                          | Wedstrijd                                      | Uitslag                                        | Competitie                                     | Goals                                          |                                                |
| Als speler bij Braga                           | Als speler bij Braga                           | Als speler bij Braga                           | Als speler bij Braga                           | Als speler bij Braga                           | Als speler bij Braga                           | Als speler bij Braga                           |
| ---------------------------------------------- | ---------------------------------------------- | ---------------------------------------------- | ---------------------------------------------- | ---------------------------------------------- | ---------------------------------------------- | ---------------------------------------------- |
| 1                                              | 23 maart 2016                                  | Polen – Servië                                 | 1 – 0                                          | Vriendschappelijk                              |                                                |                                                |
| 2                                              | 29 maart 2016                                  | Estland – Servië                               | 0 – 1                                          | Vriendschappelijk                              |                                                |                                                |
| 3                                              | 31 mei 2016                                    | Servië – Israël                                | 3 – 1                                          | Vriendschappelijk                              |                                                |                                                |
| 4                                              | 5 juni 2016                                    | Rusland – Servië                               | 1 – 1                                          | Vriendschappelijk                              |                                                |                                                |

Bijgewerkt op 28 augustus 2024.

## Erelijst
| Competitie       |           |           |           |           |
| Competitie       | Aantal    | Jaren     |           |           |
| Čukarički        | Čukarički | Čukarički | Čukarički | Čukarički |
| ---------------- | --------- | --------- | --------- | --------- |
| Lav Kup          | 1         | 2014/15   |           |           |
| Braga            |           |           |           |           |
| Taça de Portugal | 1         | 2015/16   |           |           |